# يوليان براندت
يوليان براندت أو يوليان برانت (بالألمانية: Julian Brandt) (مواليد 2 مايو 1996) لاعب كرة قدم ألماني يلعب بمركز الجناح الأيسر في نادي بوروسيا دورتموند الألماني.
شارك اللاعب بكل الفئات العمرية تحت 15-21 سنة للمنتخب الألماني، وكان ضمن التشكيل الفائز ببطولة أمم أوروبا تحت 19 سنة في عام 2014.
وشارك ايضاً مع منتخب ألمانيا الفائز ببطولة كأس القارات عام 2017.

## المسيرة
في شبابه، لعب براندت في مسقط رأسه في نادي بورغفيلد بالألمانية SC Borgfeld ثم في نادي أويبرنويلاند بالألمانية FC Oberneuland قبل أن ينضم إلى أكاديمية الشباب لنادي فولفسبورغ بالألمانية ناخفوكسلايستونغزينتروم بالألمانية Nachwuchsleistungszentrum.
في 12 ديسمبر 2013، أعلن أن براندت انضم لباير ليفركوزن 04 خلال فترة الانتقالات الشتوية، حيث وقع عقد احتراف حتى عام 2019. أول مباراة احترافية له كانت في 15 فبراير 2014 في دوري الدرجة الاولى الالماني ضد شالكه 04. واستبدال سون هيونغ مين في الدقيقة 82 ليخسر 1-2 على ملعب باي أرينا في ليفركوزن. وبعد ثلاثة أيام لعب لأول مرة في مسابقة كأس الاتحاد الأوروبي عندما شارك في مباراة فريقه في مرحلة خروج المغلوب في مباراة الذهاب أمام باريس سان جيرمان في دوري أبطال أوروبا . وفي الرابع من أبريل عام 2014 سجل أول هدف له مع باير ليفركوزن حيث سجل هدف التعادل لفريقه باير ليفركوزن وجعل النتيجة 1-1 في المباراة التي خسرها 1-2 ضد هامبورغ.
في الخامس عشر من أغسطس عام 2015 سجل براندت هدف الفوز بعد ظهوره كبديل في هزيمة 2-1 من نادي هوفنهايم 1899 في المباراة الافتتاحية لباير ليفركوزن في موسم دوري الدرجة الأولى الألماني 2015-16.
في السابع من أيار 2016 تم إستدعاء اللاعب لقائمة المنتخب الألماني المقلصة بسبعة وعشرين لاعباً إستعداداَ لبطولة أمم أوروبا 2016 التي ستقام في فرنساإبتداءاً من العاشر من شهر حزيران القادم 2016.

## روابط خارجية
- يوليان براندت على موقع الاتحاد الدولي (مؤرشف)  (الإنجليزية)
- يوليان براندت على موقع الاتحاد الأوربي (الإنجليزية)
- يوليان براندت على موقع قاعدة بيانات كرة القدم.إي يو (الإنجليزية)
- يوليان براندت على موقع بيانات كرة القدم. دي إي (الألمانية)
- يوليان براندت على موقع ليكيب (الفرنسية)
- يوليان براندت على موقع ناشيونال فوتبول تيمز (الإنجليزية)
- يوليان براندت على موقع Soccerway.com (الإنجليزية)
- يوليان براندت على موقع عالم كرة القدم.نت (الإنجليزية)
- يوليان براندت على موقع اللجنة الأولمبية الدولية (الإنجليزية)
- يوليان براندت على موقع أوليمبيديا (الإنجليزية)

خيارات العرض الأولية
يُمكن استخدام وسيط |وضع= لضبط خيارات عرض القالب الأوليّة:
- |وضع=collapsed: {{يوليان براندت|وضع=collapsed}} لإظهار القالب مطويًّا، بمعنى إخفاء محتوياته ما عدا الشريط الخاص بالعنوان.
- |وضع=expanded: {{يوليان براندت|وضع=expanded}} لإظهار القالب ممتدًّا، بمعنى إظهاره كاملًا.
- |وضع=autocollapse: {{يوليان براندت|وضع=autocollapse}}
  - لإظهار القالب مطويًّا إلى شريط العنوان إذا وُجِد قالب {{وصلات قالب}}، أو قالب {{شريط جانبي}} أو أي جدول يستخدم متغيّر مطوي في الصفحة.
  - لإظهار القالب في وضع الممتد إذا لم يكن هنالك أي عنصر مطوي في الصفحة.

إذا كان وسيط |وضع= غير مضبوطٍ؛ فإن العرض الأولي للقالب يأخذ الوضع من وسيط |افتراضي= في القالب. وضع هذا القالب الحالي مضبوط على autocollapse.
- أدوات مساعدة: تفقد استخدام الوصلات للقالب